# Министерство сельскохозяйственной, продовольственной и лесной политики Италии
Министерство сельскохозяйственной, продовольственной и лесной политики Италии координирует политику правительства в области сельского хозяйства, лесов, пищевой и рыбной ловли на национальном, европейском и международном уровнях.

## История
Министерство было образовано в 1946 году под названием Министерство сельского и лесного хозяйства, а после законодательного референдума 1993 года стало называться Министерством по координации сельскохозяйственной политики. Оно было воссоздано в том же году как Министерство сельского хозяйства, продовольствия и лесных ресурсов, изменило название несколько раз, пока не получило прежнее название в 2006 году после организационных реформ 2005 года.